# Reel Music
Reel Music (englisch Filmmusik [sinngemäß] → ‚Reel‘ = Filmspule) ist das achte Kompilationsalbum der britischen Gruppe The Beatles nach deren Trennung, das bisher veröffentlichte Aufnahmen beinhaltet, in den USA deren sechstes. Das Album erschien am 23. März 1982 in Großbritannien, am 22. März 1982 in den USA und am 24. März 1982 in Deutschland.

## Entstehung
Der Schallplattenvertrag zwischen EMI und den Beatles lief am 6. Februar 1976 aus, sodass ab diesem Zeitpunkt die EMI berechtigt war, Kompilationsalben ohne Einholung der Zustimmungen der Beatles zu veröffentlichen. Als erstes erschien im Jahr 1976 das Doppelalbum Rock ’n’ Roll Music, das im weiteren Sinne rockige Lieder der Beatles umfasst, im darauffolgenden Jahr folgte Love Songs, das Liebeslieder der Beatles beinhaltet. Drei Jahre später wurde mit dem Album The Beatles Ballads ein weiteres Themenalbum veröffentlicht.
Im März 1982 folgte mit Reel Music ein Album, das ausschließlich Lieder aus den fünf Beatles-Filmen A Hard Day’s Night (vier Lieder), Help! (drei Lieder), Magical Mystery Tour (zwei Lieder), Yellow Submarine (zwei Lieder), und Let It Be (drei Lieder) beinhaltet. Die Zusammenstellung der Lieder erfolgte von Randall Davis und Steve Meyer.
Bei der US-amerikanischen Ausgabe hat das Lied I Should Have Known Better einen klareren Klang der Mundharmonika. Wer diese neue Abmischung vorgenommen hat, ist nicht dokumentiert. Weiterhin wurden aufgrund der Albumveröffentlichung erstmals in den USA die britischen Stereoversionen der Lieder A Hard Day’s Night, Ticket to Ride und I Am the Walrus veröffentlicht.
Reel Music ist das erste neu veröffentlichte Kompilationsalbum der Beatles, das sich nicht in den britischen Charts platzierte. Ab dem Jahr 1984 wurde das Album in Großbritannien nicht mehr hergestellt. In den USA erreichte Reel Music Platz 19, im Dezember 1996 wurde es in den USA mit Gold für 500.000 verkaufte Exemplare ausgezeichnet.
Reel Music wurde in Kanada und den USA in einer limitierten Auflage auf gelbem Vinyl gepresst.
Für Werbezwecke wurde die Single The Beatles’ Movie Medley veröffentlicht, die aus einem Zusammenschnitt von sieben Liedern des Albums besteht.

## Wiederveröffentlichung
Das Album Reel Music wurde bisher nicht legal auf CD veröffentlicht.

## Covergestaltung
Das Design des Covers stammt von Roy Kohara und Michael Diehl. Die Bilder des Vorder- und Rückseitencovers wurden von David McMacken gestaltet. Das Album enthält ein zwölfseitiges Heft, das Bilder zu jedem Beatles-Film sowie abgedruckte Filmplakate zeigt.

## Titelliste
| Nummer | Lied                              | Autor            | Leadgesang           | Länge | Erstveröffentlichung            |
| ------ | --------------------------------- | ---------------- | -------------------- | ----- | ------------------------------- |
| 01     | A Hard Day’s Night                | Lennon/McCartney | Lennon und McCartney | 2:34  | vom Album A Hard Day’s Night    |
| 02     | I Should Have Known Better        | Lennon/McCartney | Lennon               | 2:43  | vom Album A Hard Day’s Night    |
| 03     | Can’t Buy Me Love                 | Lennon/McCartney | McCartney            | 2:12  | vom Album A Hard Day’s Night    |
| 04     | And I Love Her                    | Lennon/McCartney | McCartney            | 2:30  | vom Album A Hard Day’s Night    |
| 05     | Help!                             | Lennon/McCartney | Lennon               | 2:18  | vom Album Help!                 |
| 06     | You’ve Got to Hide Your Love Away | Lennon/McCartney | Lennon               | 2:09  | vom Album Help!                 |
| 07     | Ticket to Ride                    | Lennon/McCartney | Lennon               | 3:09  | vom Album Help!                 |
| 08     | Magical Mystery Tour              | Lennon/McCartney | McCartney            | 2:48  | von der EP Magical Mystery Tour |

| Nummer | Lied                      | Autor            | Leadgesang | Länge | Erstveröffentlichung            |
| ------ | ------------------------- | ---------------- | ---------- | ----- | ------------------------------- |
| 01     | I Am the Walrus           | Lennon/McCartney | Lennon     | 4:35  | von der EP Magical Mystery Tour |
| 02     | Yellow Submarine          | Lennon/McCartney | Starr      | 2:40  | vom Album Yellow Submarine      |
| 03     | All You Need Is Love      | Lennon/McCartney | Lennon     | 3:51  | vom Album Yellow Submarine      |
| 04     | Let It Be                 | Lennon/McCartney | McCartney  | 4:03  | vom Album Let It Be             |
| 05     | Get Back                  | Lennon/McCartney | McCartney  | 3:09  | vom Album Let It Be             |
| 06     | The Long and Winding Road | Lennon/McCartney | McCartney  | 3:37  | vom Album Let It Be             |

## Kommerzieller Erfolg

### Chartplatzierungen
| ChartsChartplatzierungen       | Höchstplatzierung | Wochen |
| ------------------------------ | ----------------- | ------ |
| Vereinigte Staaten (Billboard) | 19 (12 Wo.)       | 12     |

### Auszeichnungen für Musikverkäufe
| Land/Region               | Auszeichnungen für Musikverkäufe (Land/Region, Auszeichnung, Verkäufe) | Verkäufe |
| ------------------------- | ---------------------------------------------------------------------- | -------- |
| Kanada (MC)               | Gold                                                                   | 50.000   |
| Vereinigte Staaten (RIAA) | Gold                                                                   | 500.000  |
| Insgesamt                 | 2× Gold ·                                                              | 550.000  |

Hauptartikel: The Beatles/Auszeichnungen für Musikverkäufe